# Molophilus erectus
Molophilus erectus är en tvåvingeart som beskrevs av Alexander 1953. Molophilus erectus ingår i släktet Molophilus och familjen småharkrankar. Inga underarter finns listade i Catalogue of Life.